# Isobutan
Isobutan hay methylpropan là một hợp chất có công thức phân tử C4H10. Isobutan là một đồng phân của butan.